# Capitão (futebolista)
Oleúde José Ribeiro, mais conhecido como Capitão (Conselheiro Pena, 19 de setembro de 1966), é um ex-futebolista brasileiro que atuava como volante. Segundo o próprio jogador, seu curioso nome Oleúde foi uma tentativa frustrada de homenagear Hollywood, o berço do cinema norte-americano. Foi o jogador que mais vezes vestiu a camisa da Portuguesa de Desportos, com 496 jogos.

## Carreira

### Início
Iniciou a carreira no Cascavel Esporte Clube em 1986. Foi no clube que recebeu o apelido de Capitão, por que morou muito tempo em Santa Lúcia, na época distrito da cidade paranaense de Capitão Leônidas Marques.
Em 1988, foi vendido para a Portuguesa.

### Portuguesa
Fez sua estreia pela Lusa no dia 5 de agosto de 1988. 
Capitão esteve no grupo lusitano que foi vice-campeão do Campeonato Brasileiro de 1996, em que o time paulista perdeu a final para o Grêmio, no Estádio Olímpico Monumental. Para o ex-futebolista, a perda daquele campeonato supera sua frustração de nunca ter sido convocado para defender a Seleção Brasileira.

### Futebol japonês
Foi campeão japonês pelo Verdy Tokyo em 1994.

### São Paulo
Foi Campeão Paulista em 1998 pelo São Paulo atuando como zagueiro. Na Copa do Brasil, o Tricolor do Morumbi acabou caindo nas quartas de final para o Vasco da Gama e no Brasileirão, o Tricolor terminou a apenas quatro pontos da degola.
Saiu em 1999 depois de 61 jogos disputados e nenhum gol marcado.

### Grêmio
No Grêmio, voltou a sua posição original e foi Campeão Gaúcho e da Copa Sul em 1999. Titular nas conquistas do primeiro semestre ele perdeu espaço no segundo semestre e saiu no final do ano. Disputou 46 jogos e não marcou nenhum gol.

### Outros clubes
Após sair do Grêmio, foi contratado pelo Guarani. Teve uma passagem discreta pelo time de Campinas, atuando sobretudo na reserva do jovem Renato.
Também jogou na Portuguesa Santista, Botafogo de Ribeirão Preto, CSA e Sport, antes de retornar a Portuguesa em 2003.

### Retorno a Portuguesa
Em 2003, retornou à Portuguesa para a disputa do Campeonato Brasileiro da Série B.
Completou 500 jogos pelo clube em 21 de maio de 2004, na vitória de 2 a 1 contra o Caxias pelo Campeonato Brasileiro da Série B, no Estádio do Canindé.  Saiu da Portuguesa em 2004.

### Aposentadoria
Seu último clube foi o Grêmio Mauaense, em 2005.

## Títulos
Tokyo Verdy
- Campeonato Japonês: 1994

São Paulo
- Campeonato Paulista: 1998

Grêmio
- Copa Sul: 1999
- Campeonato Gaúcho: 1999

## Premiações
CSA
- Eleito melhor jogador da Copa do Nordeste de 2002